# Beat Keller (Bibliothekar)
Beat Keller (* 5. Juni 1598; † 2. April 1663) war von 1630 bis 1633 Bibliothekar des Klosters St. Gallen.  

## Leben
Pater Beat, geboren als Melchior Karl Keller, war der Sohn von Johann Nikolaus Keller aus Schlettheim und Maria Jakoba Feldmann aus Waldshut. Sein Bruder Adam war Offizier in kaiserlichen Diensten, der dritte Bruder, Hartmann, verstarb im Exil in Rorschach. 1610 ist Beat als St. Galler Klosterschüler bezeugt, musste aufgrund der damals grassierenden Pest das Kloster aber kurze Zeit später wieder verlassen. 1612 kehrte er nach St. Gallen zurück, wo er am 10. August 1614 die Profess ablegte. Anschliessend studierte er wohl in Dillingen Rhetorik und Philosophie. 1619 wurde er Subdiakon, 1621 Diakon. Am 24. September 1624 wurde er zum Priester geweiht und feierte am 23. Oktober desselben Jahres in Dillingen seine Primiz. 

## Wirken
In St. Gallen wurde er zum Beichtvater für das Volk ernannt. Nach kürzeren Tätigkeiten in St. Johann und Wil wurde Pater Beat schliesslich 1630 Stiftsbibliothekar. 1633 wurde er als Lehrer nach St. Johann berufen, ab dem 6. Januar 1635 amtete er als Statthalter in Rorschach. 1636 kehrte er ins Kloster St. Gallen zurück und trat dort als Gehilfe des Stiftsarchivars, Chrysostomus Stipplin, sowie als Unterbibliothekar in Erscheinung. Von 1640 bis 1642 war er Kustos, von 1642 bis 1644 Küchenmeister. Beat Keller stand im Ruf, ein sehr regeltreuer Mönch zu sein.